# Catherine de Médicis (Corneille de Lyon)
Pour les articles homonymes, voir Catherine de Médicis (homonymie).
Catherine de Médicis est un tableau de Corneille de Lyon réalisé en 1536.

## Histoire
Ce portrait est réalisé lors du passage à Lyon de Catherine de Médicis, en 1536, au sein de la suite de la reine Éléonore, lors du long séjour de la cour dans cette ville. En effet, les vêtements de la jeune femme sont très proches de ceux des suivantes de la reine.
C'est probablement ce portrait devant lequel la reine se perd dans la mélancolie en 1564, d'après la chronique de Brantôme. Celui-ci indique que Corneille conserve dans une grande chambre « tous les grands seigneurs, princes, cavalliers, et grandes roynes, princesses, dames et filles de la court de France » et ajoute que la reine « prist fort grand plaisir à telle veue » et « s'y ravit en la contemplation, si bien qu'elle n'en peust retirer ses yeux de dessus ».

## Description
« Ce portrait, peint avec une grande finesse, dans le traitement des ombres ou celui de la chevelure, par exemple, fut sans doute en majeure partie, sinon entièrement, peint par Corneille ».

## Exemplaires

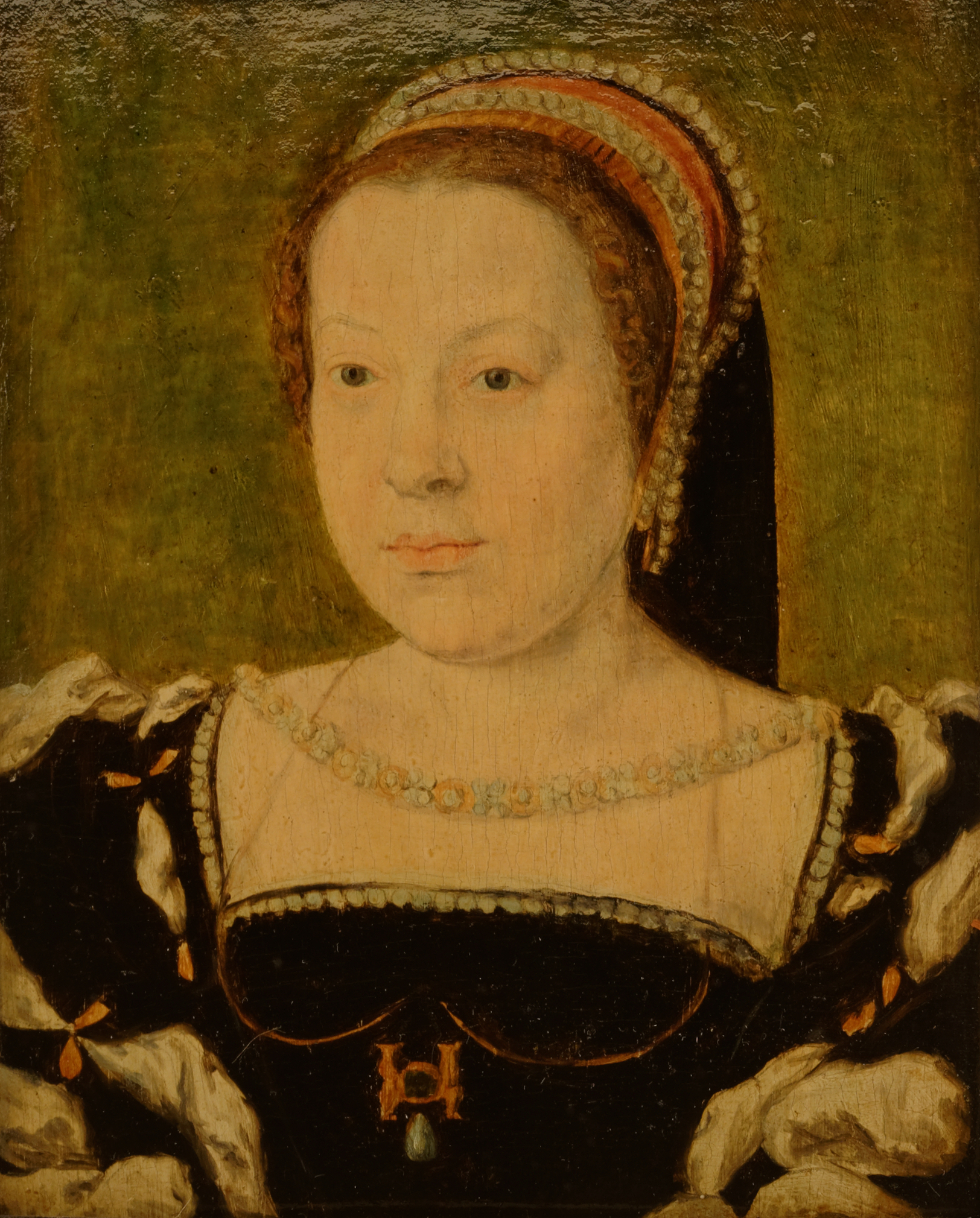
Copie du portrait de Catherine de Médicis par Corneille de Lyon conservé au musée de Versailles (v. 1540)

Il existe deux répliques d'atelier conservées aux musées de Versailles (DdG no 18-A) et de Chantilly (DdG no 18-B). Le musée des Offices de Florence (DdG no 18-C) possède, lui, une copie largement agrandie bien plus lourde dans la réalisation, qui a pour intérêt de porter les armes de Catherine et qui a permis l'identification du modèle.